# Souagui
Souagui (em árabe: السواقى) é uma comuna localizada na província de Médéa, Argélia. De acordo com o censo de 2008, a população total da cidade era de 15 536 habitantes.